# Rahan, fils des âges farouches
Pour les articles homonymes, voir Rahan (homonymie).
Rahan, fils des âges farouches - ou simplement Rahan - est une série télévisée d'animation française en 26 épisodes de 26 minutes, créée d'après la bande dessinée Rahan, le fils des âges farouches et diffusée à partir du 29 novembre 1987 sur Canal+, puis sur TF1, et au Québec à partir du 11 septembre 1988 à la Télévision de Radio-Canada.
La série a été développée par Nina Wolmark et réalisée par le studio France Animation basé à Montreuil, par une équipe qui est en partie la même que celle de la série Les Mondes engloutis. Une petite structure travaillait également sur les épisodes dans les locaux de France Animation : Y Films (le cinéaste Michel Gondry y était décorateur.)

## Synopsis
Rahan, après avoir survécu à une éruption volcanique, part à travers le monde en quête de savoir et d'aventure.

## Accroche
« Il y a plus de 500 000 saisons, le Mont Bleu s'éveilla. Toute la nuit, le volcan maudit cracha ses entrailles de feu sur la horde de Craô le sage. À l'aube de l'humanité, à l'aube des temps obscurs, le Mont Bleu n'avait épargné qu'un enfant, il s'appelait Rahan. »

## Fiche technique
- Réalisation : Alain Sion
- Musique : Vladimir Cosma
- Chanson du générique : Michel Endersen
- Montage : Marie Taffin

## Voix françaises
- Edgar Givry : Rahan
- Fabrice Josso : Rahan enfant
- Jean Barney : Craô le sage
- Jean Negroni : Le narrateur

 Source et légende : version française (VF) sur RS Doublage

## Épisodes
1. L'Enfance de Rahan
2. Les Liens de vérité
3. Le Captif du grand fleuve
4. Le Retour des Goraks
5. Le Sorcier de la lune ronde
6. Le Chef des chefs
7. Le Démon des marais
8. La Pierre aux étoiles
9. Le Clan du lac maudit
10. Le Dernier Homme
11. La Flèche blanche
12. La Lance magique
13. Le Petit d'Homme
14. L'Arme terrifiante
15. La Mère des mères
16. Le Territoire des ombres
17. La Falaise d'argile
18. Le Lagon de l'effroi
19. Pour sauver Alona
20. Les Enfants du fleuve
21. Les Entrailles du Gorak
22. Le Pays à peau blanche
23. Le Clan des hommes doux
24. Les Esprits de la nuit
25. Le Grand Amour de Rahan
26. La Mort de Rahan